# Anaspis turkmenica
Anaspis turkmenica es una especie de coleóptero de la familia Scraptiidae.

## Distribución geográfica
Habita en Turkmenistán.